# Aldringham
Aldringham – wieś w Anglii, w hrabstwie Suffolk. Leży 31 km na północny wschód od miasta Ipswich i 138 km na północny wschód od Londynu.